# Carlos Esplá
Carlos Esplá Rizo (Alicante, 23 de junio de 1895-México, 6 de julio de 1971) fue un político republicano y periodista español.

## Biografía

### Formación
Nació en el seno de una familia de la pequeña burguesía alicantina, de orientación republicana. Su abuelo había participado en la Revolución de 1868 y en la proclamación de la Primera República. Fueron sus maestros dos figuras relevantes de los ambientes republicanos alicantinos: el doctor Antonio Rico y el poeta Salvador Sellés, que le inculcaron algunos rasgos que serían decisivos en su compromiso político, como el amor a la humanidad, a la libertad y a la justicia social. En estos primeros años traba amistad con José Alonso Mallol, con el que mantendrá una estrecha amistad durante el resto de su vida. Su compromiso político fue fruto de los sucesos de la Semana Trágica y del fusilamiento de Francisco Ferrer Guardia. 

### Valencia
Junto con otros jóvenes republicanos —como Juan Botella y Alonso Mallol—, en 1913 fundó El Luchador, en el que escribió numerosos artículos denunciando a la monarquía. En 1916, tras escribir un artículo en el que acusaba a los políticos Francos Rodríguez y Melquíades Álvarez de corrupción y de traición a los ideales democráticos, fue desterrado por cuatro años a Valencia, bastión del republicanismo «blasquista»: allí siguió desarrollando su vocación periodística en el diario blasquista El Pueblo, entrando en contacto con figuras relevantes del republicanismo, como el periodista Roberto Castrovido, Marcelino Domingo, Ricardo Samper, Julio Just, Félix Azzati, o el propio Blasco Ibáñez, del que fue secretario. En Valencia se integró plenamente en el movimiento republicano local escribiendo artículos contra los germanófilos durante la Gran Guerra, oponiéndose a la aventura colonial en Marruecos, defendiendo la escuela única y la justicia social. Su compromiso y dedicación le llevaron a ser elegido presidente de la Juventud Republicana de Valencia. En 1921 fue uno de los miembros de la comisión organizadora del homenaje que la ciudad iba a tributar a Blasco Ibáñez; este fue el inicio de la relación entre el periodista y el escritor. En esta época, Esplá ingresó en la masonería: en 1922 se inició en la Logia Regional de Levante, tomando como nombre simbólico Gorki. De acuerdo con los estudiosos, Esplá, ateo y anticlerical, se adhirió a la masonería por motivos estrictamente políticos. Seguiría siendo un activo masón durante toda su vida.

### París
En 1923 fue a París como corresponsal de Las Provincias, pensando quedarse tres meses. Al final fueron siete años los que permaneció en la capital francesa, conviviendo inicialmente en una modesta pensión del Barrio Latino de París con el periodista catalán Francisco Madrid. Durante la dictadura de Primo de Rivera, además de su actividad periodística, fue muy activo dentro del exilio español. Fue el editor de España con honra, órgano de expresión de los exiliados, mantuvo una estrecha relación con Miguel de Unamuno, Amadeo Hurtado, así como con Blasco Ibáñez, y estuvo implicado en diversas conspiraciones republicanas, uniéndose a José Sánchez Guerra en su intento en Valencia de sublevar militarmente la plaza contra el dictador (1929), acción que resultó un rotundo fracaso.
En 1925, comenzó a colaborar con los periódicos madrileños El Heraldo de Madrid y El Liberal. Posteriormente sería también corresponsal del diario madrileño El Sol, lo que le permitió viajar por toda Europa. En 1930 fue nombrado, en Ginebra, vicepresidente de la Asociación Internacional de Periodistas, entidad que agrupaba a los corresponsales destacados ante la Sociedad de Naciones. La nómina de los periódicos con los que colaboró durante su periodo parisino es enorme: aparte de los ya citados, La Voz, La Vanguardia, La Publicidad, El Pueblo, El Luchador o el Diario de Alicante. También colaboró intensamente con Hojas Libres, el periódico opositor a Primo de Rivera que dirigía en Hendaya Eduardo Ortega y Gasset. La marcha de Nicolás María de Urgoiti como propietario de El Sol le hizo abandonar dicho periódico a principios de 1931.

### Regreso a España
En marzo decidió volver a España para colaborar en el esfuerzo de la Conjunción Republicano-Socialista para las elecciones municipales de abril. Celebradas las elecciones el 11 de ese mes, el 14 por la tarde, Carlos Esplá proclamaba oficialmente la república en el gobierno civil alicantino. Tras la proclamación de la Segunda República, ocupó diversos cargos en la naciente administración republicana: fue por unos días gobernador civil de Alicante; jefe de la oficina de prensa en el Ministerio de Estado, a petición de Indalecio Prieto y Marcelino Domingo; y gobernador civil de Barcelona entre junio y agosto de 1931 en sustitución de Lluís Companys, gracias a las buenas relaciones que mantenía con los líderes nacionalistas catalanes.
Dimitió para  ejercer de diputado por Alicante en las Cortes constituyentes de junio de 1931, como republicano independiente dentro de la candidatura republicano-socialista, Izquierda Republicana Socialista (que incluía solo a socialistas, radical-socialistas e independientes), siendo el candidato más votado en la ciudad de Alicante y resultando elegido diputado. Poco después se integró en Acción Republicana, el partido de Manuel Azaña. Al hacerse cargo Azaña de la jefatura del gobierno, Esplá fue nombrado subsecretario de Gobernación, cargo que ocupó hasta poco antes de las elecciones de 1933 y desde el que fue testigo de un periodo de efervescencia revolucionaria y contrarrevolucionaria, con sucesos como los de Casas Viejas, Arnedo, Epila, Castilblanco, o la Sanjurjada. Fue también presidente de la Comisión de Transferencias del Estatuto de Cataluña. La debacle del republicanismo de izquierdas en las elecciones de 1933 provocó no pudiera revalidar su acta de diputado. Esplá fue el candidato más votado en la primera vuelta en la ciudad de Alicante, dentro de la candidata de Izquierdas Republicanas (Acción Republicana y Partido Radical Socialista Independiente), que fue globalmente la triunfadora en dicha primera vuelta en la capital, si bien el triunfo correspondió a la candidatura derechista en la provincia. Al no haber obtenido ningún candidato el 40% requerido según la ley electoral, hubo que ir a una segunda vuelta. Sin embargo, la actitud del PSOE de concurrir en solitario en la segunda vuelta produjo la retirada de los candidatos de las Izquierdas Republicanas para no dispersar el voto y no propiciar el triunfo de la candidatura derechista, por lo que Esplá perdió la oportunidad de revalidar su acta de diputado.
Su trabajo en Gobernación le sirvió para entablar una íntima amistad con Azaña, que siempre le tuvo como persona de máxima confianza. Durante el bienio radical-cedista se alejó de la primera línea de la actividad política, pero no del todo: colaboró con Azaña en la creación de Izquierda Republicana y estuvo involucrado en la creación de Política, el periódico azañista. En febrero de 1936 fue candidato por Izquierda Republicana en la candidatura del Frente Popular, nuevamente por Alicante. El triunfo frentepopulista en la provincia fue claro, con Esplá como candidato más votado en la provincia, de forma que obtuvo su acta de diputado. Tras la constitución del primer gobierno Azaña, éste le ofreció a Esplá la Subsecretaría de la Presidencia, que fue rechazada. Sin embargo, tras la elevación de Azaña a la presidencia de la República en mayo, aceptó el puesto.

### Guerra Civil
En los primeros estadios de la Guerra Civil, Esplá fue nombrado subsecretario de Presidencia por José Giral. Formó parte de la Junta Delegada del Gobierno para Levante, una delegación de republicanos moderados encabezada por el presidente de las Cortes, Mártinez Barrio, que llegó a Valencia el 20 de julio con la doble misión de convencer al indeciso general Martínez Monje de que permaneciese fiel al gobierno de la República y no se sublevase, y de contrarrestar el poder de los comités obreros. La Junta cumplió su primer objetivo, pero no el segundo, aunque Esplá anunció el 23 de julio la disolución del Comité Ejecutivo Popular, creado por las organizaciones obreras durante la sublevación militar, lo que no fue aceptado por este.
Al constituirse el primer gobierno de Largo Caballero, en septiembre de 1936, fue nombrado secretario general del Consejo de Ministros, centrándose en labores diplomáticas como miembro de la delegación española en la Sociedad de Naciones. En el segundo gobierno de Largo Caballero (5 de noviembre de 1936), inmediatamente trasladado a Valencia, fue nombrado ministro de Propaganda, ministerio de nueva creación a cuyo frente permaneció hasta los sucesos de mayo de 1937, que desembocaron en la dimisión de Largo Caballero y el nombramiento de Negrín como presidente del gobierno. Su labor como ministro consistió en promocionar fuera de España la causa de la República, buscando el respaldo de los intelectuales de todo el mundo. Como parte de dicho esfuerzo, fue el promotor de la creación de Hora de España.
A pesar del cambio de gobierno, Esplá siguió al frente de las actividades de Propaganda, pero dentro del Ministerio de Estado, del cual Negrín le nombró subsecretario. Allí se encargó también de racionalizar el servicio diplomático de la República, al tiempo que maniobraba en la Sociedad de Naciones en favor de la España republicana. Sin embargo, Esplá perdió la fe en el triunfo en la guerra y se alejó del doctor Negrín y de su política de resistencia a ultranza, por lo que dimitió en abril de 1938.

### Exilio
Al finalizar la Guerra Civil, se instaló inicialmente en París, como corresponsal de una publicación argentina. En España había sido condenado por el Tribunal para la Represión de la Masonería y el Comunismo a treinta años de cárcel. En París, colaboró con el SERE de Juan Negrín. En agosto de 1940 se exilió en México, tras un breve paso por Argentina, donde fue secretario de la Junta de Auxilio a los Republicanos Españoles (JARE) y administrador de los fondos de la República en el exilio con el objetivo de ayudar a los exiliados republicanos españoles. Tras la disolución de la JARE en diciembre de 1942, continuó su labor en la Comisión Administradora de los Fondos para el Auxilio de los Republicanos Españoles (CAFARE).
Durante su estancia en México (1940-1950), su actividad política fue muy intensa. Promovió la fundación de Acción Republicana Española, un intento de unir a los partidos republicanos en el exilio. Estuvo también involucrado en la creación de la Junta Española de Liberación (JEL), una alternativa para la formación de un gobierno republicano que integraba a republicanos y socialistas, opuesto a negrinistas y comunistas. Dentro de la JEL, ayudó a su secretario general, Indalecio Prieto, en su esfuerzo para conseguir que la Conferencia de San Francisco de 1945, por la que se crearon las Naciones Unidas, rechazase el régimen franquista: la Carta de las Naciones Unidas incluyó finalmente la enmienda que impedía el acceso a los organismos internacionales a los estados y regímenes constituidos por el apoyo de las potencias nazi-fascistas. Sin embargo, la enfermedad de su mujer y su propia postura política, contraria a la restauración de los órganos republicanos en el exilio y partidaria de la vía plebiscitaria propugnada por Prieto, le llevaron al distanciamiento de Giral y de los gobiernos de la República en el exilio, si bien continuó siendo el presidente del Centro Republicano Español de México. Para completar sus ingresos, tuvo que trabajar como traductor para diversas editoriales.
En 1950 ingresó por concurso al cuerpo de traductores de las Naciones Unidas, viviendo en Washington, Nueva York, Guatemala, Ginebra, La Haya, París y México. En 1956, sufrió una grave enfermedad que le llevó al borde de la muerte. En México de nuevo, promovió, en julio de 1959, la creación de la Acción Republicana Democrática Española (ARDE), en la que se integraron los antiguos partidos republicanos, Izquierda y Unión Republicana, así como la del Ateneo Republicano Español de México. En este país murió el 6 de julio de 1971 tras sufrir una larga depresión. Sus restos mortales se encuentran en el Panteón Español de México.

## Obras
- De la lucha (1916);
- Unamuno, Blasco Ibáñez y Sánchez Guerra en París (1940);
- ¿Cuándo volvemos a España? (1942);
- Don Amadeu Hurtado, un liberal europeo (1952);
- Zarabanda franquista (1953).